# Charles Coughlin
El padre Charles Edward Coughlin (25 de octubre de 1891 – 27 de octubre de 1979) fue un sacerdote católico nacido en Canadá que fue uno de los primeros líderes políticos en utilizar la radio para llegar a una audiencia masiva, llegando a tener cuarenta millones de oyentes en sus programas semanales durante los años 1930. Durante los comienzos de su carrera, Coughlin era un partidario declarado de Franklin D. Roosevelt y de sus primeras propuestas del New Deal, para luego convertirse en un acérrimo crítico.

## Carrera sacerdotal y fama en la radio
Coughlin nació en una familia de católicos de origen irlandés, siendo ordenado como sacerdote en Toronto el año 1916. Tras ejercer como párroco en Canadá se estableció en Detroit, Estados Unidos en 1923, atendiendo a obreros católicos allí establecidos y participando por vez primera en la conducción de un programa de radio en 1926, empezando a ganar fama y popularidad por atender reclamos y consultas de oyentes de clase obrera, entre quienes ganó gran número de escuchas, aunque sin expresar posiciones políticas y dedicándose solamente a cuestiones de ayuda social. En 1930, no obstante, empezó a realizar discursos radiales contra el comunismo y el socialismo, lo cual aumentó su audiencia, mientras atacaba también la codicia de los grandes empresarios que, según Coughlin, favorecían con sus acciones "que los obreros abrazaran el marxismo".
En 1931 la cadena radial CBS le exigió someter sus libretos a la previa aprobación de sus productores debido a que los discursos de Coughlin resultaban ya abiertamente políticos, por lo cual Coughlin renunció a la CBS y recaudó dinero para lanzar su propia estación de radio desde la ciudad de Detroit. Tras lograrlo al año siguiente, se convirtió en uno de los más populares locutores radiales de EE. UU., en una época donde la radiodifusión era casi el único medio de comunicación que llegaba de manera uniforme a miles de personas de manera simultánea. 
Con motivo de las elecciones de 1932 en ese momento en que Coughlin comenzó a usar su programa radial para apoyar a Franklin D. Roosevelt y tras la elección de éste apoyó de modo firme a su New Deal, calificando a las medidas del nuevo gobierno como la "salvación de los obreros y de los honestos trabajadores" y reclamando un "castigo" para los grandes empresarios y banqueros culpados por el Crac del 29, mientras Coughlin invocaba al presidente Roosevelt a "no darle tregua a Wall Street". Para entonces el Padre Coughlin recibía varios miles de cartas de oyentes por semana, transformándose en una gran celebridad radial en todo EE. UU.

## Actividad política
Conforme pasaba el tiempo, Coughlin se decepcionaba que el New Deal respetara la existencia de grandes grupos bancarios y empresariales, a los cuales Coughlin culpaba de las penurias de los obreros. Ante esta situación Coughlin empezó a emitir comentarios antisemitas, y luego usó su programa para racionalizar algunas de las políticas de Adolf Hitler y Benito Mussolini. Sus programas fueron llamados "una variación de la agenda fascista aplicada a la cultura estadounidense". Sus principales temas eran entonces políticos y económicos más que religiosos, siendo su consigna la justicia social, primero con, y luego contra, el New Deal, al cual acusaba de ser un elemento de control comunista. 
Tras 1936 Coughlin reclamaba una acción gubernamental contra la banca y al capitalismo identificando éstos enemigos con el judaísmo, y copiando inclusive literalmente discursos de propaganda nazi de Joseph Goebbels. Del mismo modo el padre Coughlin exigía la estatización de empresas "necesarias" y acusaba a Roosevelt de guiar a los Estados Unidos hacia el "infierno del comunismo" mediante el New Deal y la creación de nuevas entidades gubernamentales, alegando que el marxismo europeo era una "conspiración judía" lanzada contra el pueblo de EE. UU.; otra conocida afirmación de Coughlin era que"Wall Street y el comunismo eran dos rostros del demonio".

## Antisemitismo y controversias
Conforme pasaban los años las posiciones de Coughlin se hicieron más antisemitas y favorables al fascismo, combinadas con un viceral odio al comunismo. Si bien la jerarquía católica de EE. UU. y prominentes políticos de origen católico, lucharon por silenciarlo, Coughlin aún mantenía popularidad entre muchos grupos de oyentes y gozaba del respaldo del arzobispo Michael Gallagher de Detroit, su superior eclesiástico, quien temía un conflicto contra el muy popular Coughlin. Del mismo modo, Coughlin mantenía sus furibundos ataques al New Deal, acusándolo inclusive de "blando frente al socialismo" al estallar en 1936 la guerra civil española. 
Inclusive, pese a que la encíclica Mit brennender Sorge del papa Pío XI condenaba directamente el nazismo en 1937, Coughlin no dejaba de citar a la ideología nazi como una inspiración para sus ideas políticas, negando todo antisemitismo en sus prédicas. Todo esto ponía en aprietos a la jerarquía católica estadounidense frente a la Santa Sede, que requería a los arzobispos estadounidenses silenciar a Coughlin cuanto antes por considerar inaceptable que un clérigo católico lanzara prédicas políticas totalmente contrarias a una encíclica papal. El arzobispo Gallagher murió en 1937 y su sucesor, Edward Mooney, prontamente se enfrentó a Coughlin tratando de moderar sus discursos, pero sin éxito.
En 1938 Coughlin empezó a editar el periódico Social Justice, como órgano escrito de sus ideas, mientras las grandes cadenas de radio se negaban en ese año a retransmitir sus programas en tanto su virulento antisemitismo e ideas fascistas eran ya seriamente condenadas. Cuando en noviembre de 1938 llegaron a EE. UU. las noticias sobre la Kristallnacht el Padre Coughlin afirmó que "cuando pongamos las manos sobre los judíos de EEUU, pensarán que el trato recibido en Alemania es nada"; para esta fecha el Padre Coughlin había perdido numerosos seguidores pero había ganado muchos nuevos detractores entre intelectuales y políticos.
El gobierno de Roosevelt tomó medidas contra el Padre Coughlin declarando que el derecho a la libre expresión protegido por la Primera Enmienda a la Constitución no se aplicaría a la radiodifusión por ser las ondas de radio un bien público, exigiendo controles previos a las transmisiones de Coughlin para que no incitasen a la violencia o al odio racial, de modo que Coughlin debía comprar espacios publicitarios para seguir difundiendo sus ideas sin control estatal, reduciendo su alcance. Su periódico Social Justice pudo seguirse publicando, pero en 1940, con el riesgo expansionista del Tercer Reich en Europa, el gobierno de Roosevelt impidió que Coughlin distribuyera Social Justice por el servicio postal de EE. UU., lo cual redujo más aún su influencia desde mediados de 1940 al faltarle medios de comunicación constante con sus adherentes.

## Retiro de la política
Tras el Ataque a Pearl Harbor de diciembre de 1941 y la entrada de EE. UU. en la Segunda Guerra Mundial, los aislacionistas estadounidenses abandonaron sus posiciones de neutralidad y apoyaron el esfuerzo bélico. Pese a esto, el Padre Coughlin mantuvo sus posturas profascistas y condenó la movilización militar estadounidense, siendo acusado entonces de simpatizar abiertamente con el enemigo y perdiendo a la mayor parte de los seguidores que le quedaban; peor aún, ahora Coughlin podría ser sometido a sanciones directas del gobierno federal. 
Ante este contexto, la jerarquía católica de EE. UU. logró un motivo muy poderoso para que el Padre Coughlin abandonara forzosamente sus actividades políticas de inmediato, evitar el escándalo de tener en sus filas un clérigo acusado de "simpatías con el enemigo", en un contexto donde los líderes del clero católico estadounidense ansiaban demostrar su adhesión tanto al esfuerzo bélico como su firme obediencia a la doctrina papal antinazi.
Con todo este contexto, el 1 de mayo de 1942 el nuevo superior eclesiástico de Couglin, el arzobispo de Detroit Edward Mooney, ordenó al Padre Coughlin cesar todas sus actividades políticas en la radio o en la prensa, o arriesgarse a ser expulsado del sacerdocio -y tornarse laico- en caso de desobediencia.
Ante esta orden, Coughlin puso fin a sus actividades políticas de inmediato y se retiró a una parroquia de Royal Oak, Míchigan, sin volver a la radio o la prensa. Allí ejerció el sacerdocio por más de veinte años hasta su retiro en 1966, negándose a dar entrevistas pero escribiendo todavía furibundos panfletos que difundía limitadamente en su parroquia, donde culpaba a los judíos "por la existencia del comunismo". Murió en 1979.